# Selección de rugby de los Estados Unidos
La selección de rugby de los Estados Unidos representa al país en las competiciones oficiales de World Rugby. Existe desde 1912, se la apoda las Águilas y es organizada por USA Rugby.
Las Águilas son la cuarta nación más fuerte de América, tras los Pumas (Argentina), Los Teros (Uruguay) y Cannucks (Canadá). En el World Rugby Ranking lograron su mejor puesto en 2018, cuando fueron el 12.º y el más bajo fue el 20.º luego de una campaña sin victorias en la Churchill Cup 2008.

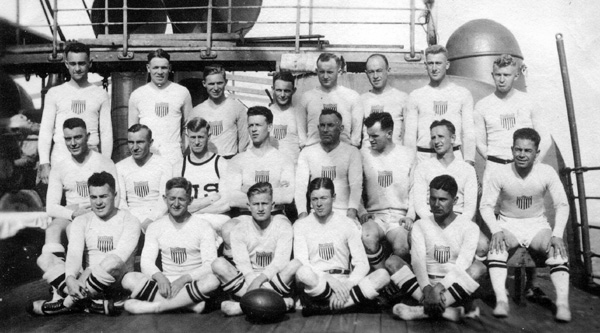
Equipo que ganó en Amberes 1920.

Estados Unidos es campeón olímpico, habiendo ganado el oro en las olimpiadas de Amberes 1920 bajo el liderazgo de su mejor jugador en la historia; Daniel Carroll y París 1924. Años después la popularidad del rugby cayó en esa nación y con ella su nivel, para hacerla actualmente un rival débil. No obstante, esfuerzos como la Major League Rugby y el College Rugby están produciendo un nuevo ascenso y han hecho del rugby el deporte de más rápido crecimiento en el país.

## Historia

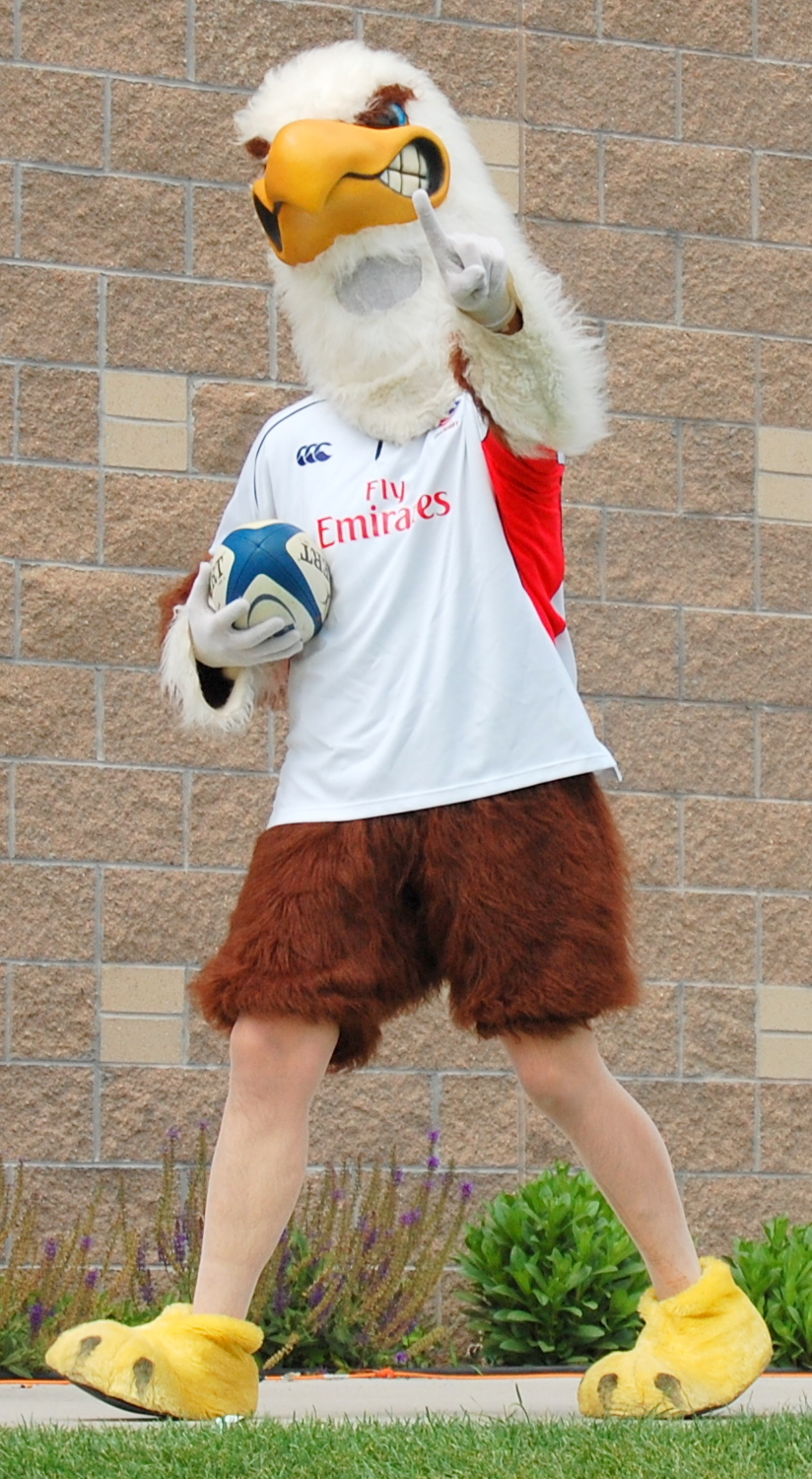
El águila calva, de ahí su apodo.

El rugby llegó a los Estados Unidos por expatriados británicos, a mediados del siglo XIX. Para 1872 ya existían clubes en el área de la bahía de San Francisco.
Estados Unidos ha competido en el Pacific Rim Championship desde 1996 hasta 2000, el Torneo Panamericano de Rugby desde 1996 hasta 2001, la Super Powers Cup desde 2003 hasta 2005, la Churchill Cup desde 2003 hasta 2011, la Pacific Nations Cup desde 2013 hasta 2015, y el Americas Rugby Championship a partir de 2016.
Estados Unidos tiene saldo negativo en sus enfrentamientos ante Canadá, y positivo ante Japón, Rumania, Rusia y Uruguay. Ha derrotado una vez a Francia, Escocia, Samoa, Tonga y Fiji, en tanto que ha perdido todos sus encuentros con Nueva Zelanda, Australia, Sudáfrica, Inglaterra, Irlanda, Gales, Italia y Argentina.

## Estados Unidos en la Copa del Mundo
Es la tercera selección del continente americano que más veces ha clasificado a la Copa del Mundo, solo una vez no lo logró, aunque no ha podido avanzar más allá de la primera fase y es una de peor rendimiento. Su mejor puesto fue el 10.º en Nueva Zelanda 1987, cuando solo eran 16 participantes y se ubicó última en dos oportunidades.

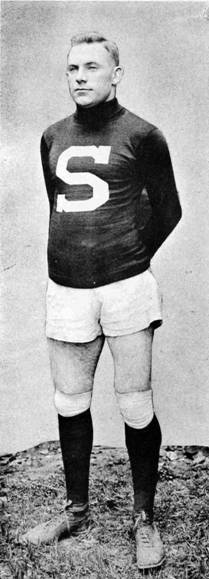
Daniel Carroll es su mejor jugador de la historia.

| Año                 | Fase           | Posición       | PJ             | PG             | PE             | PP             | PF             | PC             | Dif            |
| Nueva Zelanda 1987  | Primera fase   | 10.º           | 3              | 1              | 0              | 2              | 39             | 99             | −60            |
| Inglaterra 1991     | Primera fase   | 15.º           | 3              | 0              | 0              | 3              | 24             | 113            | −89            |
| ------------------- | -------------- | -------------- | -------------- | -------------- | -------------- | -------------- | -------------- | -------------- | -------------- |
| Sudáfrica 1995      | No clasificó   | No clasificó   | No clasificó   | No clasificó   | No clasificó   | No clasificó   | No clasificó   | No clasificó   | No clasificó   |
| Gales 1999          | Primera fase   | 20.º           | 3              | 0              | 0              | 3              | 52             | 135            | −83            |
| Australia 2003      | Primera fase   | 13.º           | 4              | 1              | 0              | 3              | 86             | 125            | −39            |
| Francia 2007        | Primera fase   | 15.º           | 4              | 0              | 0              | 4              | 61             | 142            | −81            |
| Nueva Zelanda 2011  | Primera fase   | 16.º           | 4              | 1              | 0              | 3              | 38             | 122            | −84            |
| Inglaterra 2015     | Primera fase   | 19.º           | 4              | 0              | 0              | 4              | 50             | 156            | −106           |
| Japón 2019          | Primera fase   | 20.º           | 4              | 0              | 0              | 4              | 52             | 136            | −84            |
| Francia 2023        | No clasificó   | No clasificó   | No clasificó   | No clasificó   | No clasificó   | No clasificó   | No clasificó   | No clasificó   | No clasificó   |
| Australia 2027      | Por clasificar | Por clasificar | Por clasificar | Por clasificar | Por clasificar | Por clasificar | Por clasificar | Por clasificar | Por clasificar |
| Estados Unidos 2031 | Clasificado    | Clasificado    | Clasificado    | Clasificado    | Clasificado    | Clasificado    | Clasificado    | Clasificado    | Clasificado    |
| Total               |                | ?º             | 29             | 3              | 0              | 26             | 402            | 1028           | −626           |

## Rendimiento en copas
| - Amberes 1920: 1.º puesto - París 1924: 1.º puesto - Pacific Nations Cup 2013: 5.º puesto (último) - Pacific Nations Cup 2014: 2.º puesto de grupo - Pacific Nations Cup 2015: 5.º puesto - Pacific Nations Cup 2016: no participó - Pacific Nations Cup 2017: no participó - Pacific Nations Cup 2018: no participó - Pacific Nations Cup 2019: 3.º puesto - Pacific Nations Cup 2024: 4.º puesto - Pacific Rim 1996: 3.º puesto - Pacific Rim 1997: 3.º puesto - Pacific Rim 1998: 4.º puesto (último) - Pacific Rim 1999: 3.º puesto - Pacific Rim 2000: 4.º puesto - Pacific Rim 2001: Fase clasificatoria - Superpowers Cup 2003: 2.º puesto - Superpowers Cup 2004: 3.º puesto - Superpowers Cup 2005: 3.º puesto | - Churchill Cup 2003: 2.º puesto - Churchill Cup 2004: 4.º puesto (último) - Churchill Cup 2005: 3.º puesto - Churchill Cup 2006: 6.º puesto (último) - Churchill Cup 2007: 6.º puesto (último) - Churchill Cup 2008: 6.º puesto (último) - Churchill Cup 2009: 5.º puesto - Churchill Cup 2010: 4.º puesto - Churchill Cup 2011: 5.º puesto - Panamericano 1995: no participó - Panamericano 1996: 3.º puesto - Panamericano 1998: 3.º puesto - Panamericano 2001: 3.º puesto - Panamericano 2003: 2.º puesto - Americas Rugby Championship 2016: 2.º puesto - Americas Rugby Championship 2017: Campeón invicto - Americas Rugby Championship 2018: Campeón invicto - Americas Rugby Championship 2019: 3.º puesto |

## Entrenadores

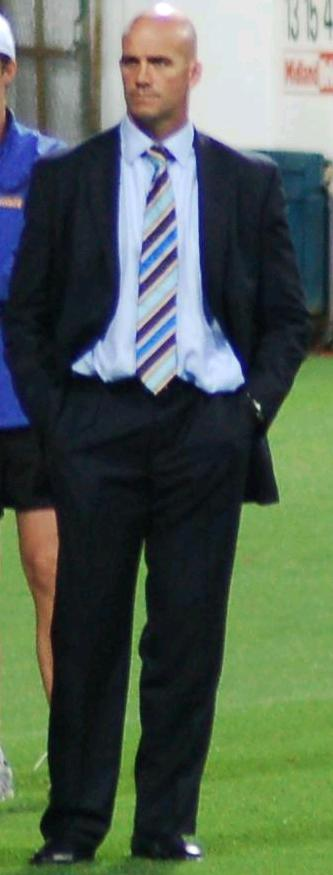
John Mitchell entrenó a los All Blacks.

Si no se indica la nacionalidad, es americano:
- 1987:  George Hook
- 1987–1991:  Jim Perkins
- 1991–1999: Jack Clark
- 1999–2001:  Duncan Hall
- 2001–2005: Tom Billups
- 2005–2007:  Peter Thorburn
- 2007–2009:  Scott Johnson
- 2009–2011:  Eddie O'Sullivan
- 2011–2015: Mike Tolkin
- 2016–2017:  John Mitchell
- 2017:  Dave Hewett
- 2018–2022:  Gary Gold
- 2022–act: Scott Lawrence

## Rivalidad ante Canadá
Sin duda su mayor rival son los Canucks, ambos han jugado más partidos entre ellos que contra cualquier otro país. Los dos equipos se enfrentaron por primera vez en 1977 y han jugado todos los años desde entonces, con las excepciones de 2010 y 2020.
Hasta 2024, se han enfrentado 66 veces, con 25 victorias para las Águilas, 39 triunfos para Canadá y solo 2 empates. La mayoría de los partidos son para la clasificación a la Copa Mundial; jugaron para todos los torneos desde 1991, excepto en 1995 cuando los Canucks se habían clasificado automáticamente al terminar en cuartos de final en Inglaterra 1991.

## Estadísticas
A continuación hay una tabla con los resultados de los test matches jugados por el equipo nacional de rugby XV de Estados Unidos, a fecha 19 de julio de 2025.
| Rival                | Jugados | Ganados | Perdidos | Empate | Ganados % |
| -------------------- | ------- | ------- | -------- | ------ | --------- |
| Alemania             | 1       | 1       | 0        | 0      | 100.0%    |
| Argentina            | 9       | 0       | 9        | 0      | 0.0%      |
| Argentina XV         | 6       | 1       | 3        | 2      | 16.6%     |
| Australia            | 8       | 0       | 8        | 0      | 0.0%      |
| Australia XV         | 1       | 0       | 1        | 0      | 0.0%      |
| Barbarians franceses | 1       | 1       | 0        | 0      | 100.0%    |
| Barbados             | 1       | 1       | 0        | 0      | 100.0%    |
| Bélgica              | 1       | 1       | 0        | 0      | 100.0%    |
| Bermudas             | 1       | 1       | 0        | 0      | 100.0%    |
| Brasil               | 5       | 4       | 1        | 0      | 80.0%     |
| Canadá               | 66      | 25      | 39       | 2      | 37.8%     |
| Chile                | 8       | 6       | 2        | 0      | 75.0%     |
| England Saxons       | 7       | 0       | 7        | 0      | 0.0%      |
| Escocia              | 7       | 1       | 6        | 0      | 14.2%     |
| Escocia XV           | 1       | 0       | 1        | 0      | 0.0%      |
| Escocia A            | 1       | 0       | 1        | 0      | 0.0%      |
| España               | 6       | 5       | 1        | 0      | 83.3%     |
| Fiyi                 | 7       | 1       | 6        | 0      | 14.2%     |
| Francia              | 8       | 1       | 7        | 0      | 12.5%     |
| Francia A            | 1       | 0       | 1        | 0      | 0.0%      |
| Francia XV           | 1       | 1       | 0        | 0      | 100.0%    |
| Gales                | 7       | 0       | 7        | 0      | 0.0%      |
| Gales XV             | 1       | 0       | 1        | 0      | 0.0%      |
| Georgia              | 7       | 3       | 4        | 0      | 42.8%     |
| Hong Kong            | 8       | 4       | 4        | 0      | 50.0%     |
| Inglaterra           | 8       | 0       | 8        | 0      | 0.0%      |
| Inglaterra XV        | 2       | 0       | 2        | 0      | 0.0%      |
| Ireland Wolfhounds   | 2       | 0       | 2        | 0      | 0.0%      |
| Irlanda              | 11      | 0       | 11       | 0      | 0.0%      |
| Irlanda XV           | 1       | 0       | 1        | 0      | 0.0%      |
| Italia               | 5       | 0       | 5        | 0      | 0.0%      |
| Japón                | 25      | 13      | 11       | 1      | 52.0%     |
| Kenia                | 1       | 1       | 0        | 0      | 100.0%    |
| Nueva Zelanda        | 4       | 0       | 4        | 0      | 0.0%      |
| Nueva Zelanda XV     | 1       | 0       | 1        | 0      | 0.0%      |
| Māori All Blacks     | 5       | 0       | 5        | 0      | 0.0%      |
| Portugal             | 5       | 3       | 1        | 1      | 60.0%     |
| Rumania              | 11      | 8       | 3        | 0      | 72.7%     |
| Rusia                | 9       | 8       | 1        | 0      | 88.8%     |
| Samoa                | 8       | 2       | 6        | 0      | 25.0%     |
| Sudáfrica            | 4       | 0       | 4        | 0      | 0.0%      |
| Tonga                | 11      | 2       | 9        | 0      | 18.1%     |
| Túnez                | 1       | 1       | 0        | 0      | 100.0%    |
| Unión Soviética      | 1       | 0       | 1        | 0      | 0.0%      |
| Uruguay              | 20      | 15      | 4        | 1      | 75.0%     |
| Total                | 305     | 110     | 188      | 7      | 36.06%    |

### Victorias destacadas
Se consideran solo victorias ante naciones de Nivel 1, participantes del Torneo de las Seis Naciones y de The Rugby Championship.
| 18 de mayo de 1924 | Francia | 3 - 17 | Estados Unidos | Stade Olympique Yves-du-Manoir, Colombes |  |

| 16 de junio de 2018 | Estados Unidos | 30 - 29 | Escocia | BBVA Stadium, Houston |  |

## Jugadores notables

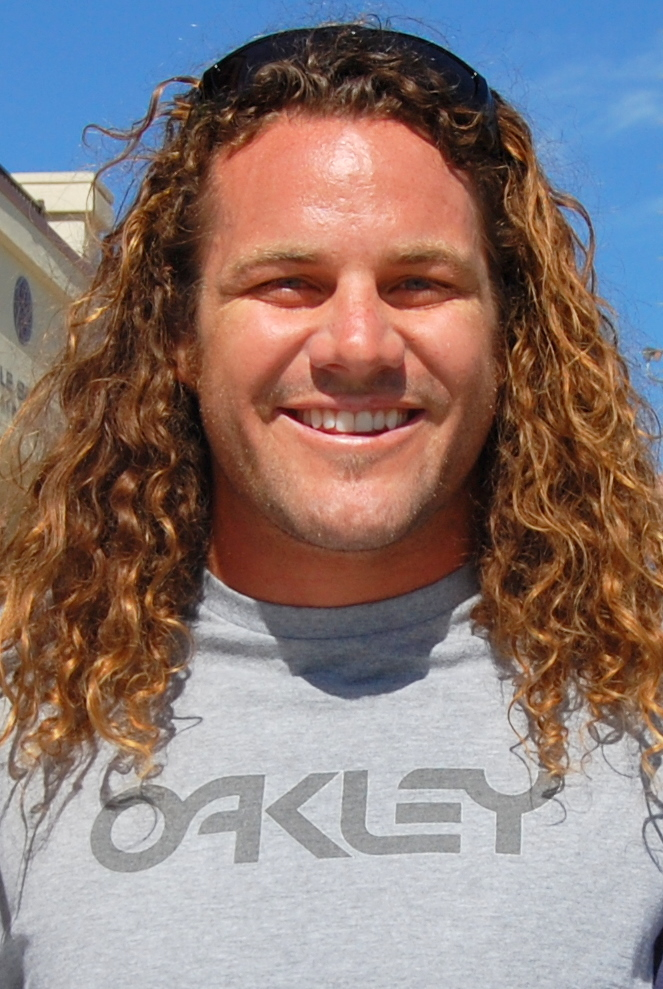
Todd Clever jugó más partidos.

Solo un jugador: Daniel Carroll, es miembro del World Rugby Salón de la Fama.
Si no se indica el lugar de nacimiento, fue en los Estados Unidos.

### Más pruebas jugadas
Pruebas actualizadas el 10 de septiembre de 2023
|    | Jugador        | Tests | Posición      | Carrera   |
| -- | -------------- | ----- | ------------- | --------- |
| 1  | Todd Clever    | 76    | Ala           | 2003–2017 |
| 2  | Mike MacDonald | 67    | Pilar         | 2000–2012 |
| 3  | Cam Dolan      | 66    | Octavo        | 2013–     |
| 4  | Luke Gross     | 62    | Segunda línea | 1996–2007 |
| 5  | Alec Parker    | 58    | Segunda línea | 1996–2009 |
| 6  | Mike Petri     | 57    | Medio scrum   | 2007–2015 |
| 7  | Louis Stanfill | 56    | Segunda línea | 2005–2015 |
| 8  | Chris Wyles    | 54    | Fullback      | 2007–2015 |
| 9  | Blaine Scully  | 54    | Wing          | 2011–2019 |
| 10 | Dave Hodges    | 53    | Ala           | 1996–2004 |

### Máximos anotadores
Puntos actualizados el 10 de septiembre de 2023
|    | Jugador        | Puntos | Posición    | Carrera   |
| -- | -------------- | ------ | ----------- | --------- |
| 1  | Mike Hercus    | 465    | Apertura    | 2002–2009 |
| 2  | Alan MacGinty  | 354    | Apertura    | 2015–     |
| 3  | Matt Alexander | 286    | Apertura    | 1995–1998 |
| 4  | Chris Wyles    | 222    | Fullback    | 2007–2015 |
| 5  | Chris O'Brien  | 144    | Apertura    | 1988–1994 |
| 6  | Mark Williams  | 143    | Centro      | 1987–1999 |
| 7  | Vaea Anitoni   | 130    | Wing        | 1992–2000 |
| 8  | Joe Taufeteʻe  | 115    | Hooker      | 2015–     |
| 9  | Kevin Dalzell  | 109    | Medio scrum | 1996–2003 |
| 10 | Cam Dolan      | 105    | Octavo      | 2013–     |

### Máximos anotadores de tries
Tries actualizados el 10 de septiembre de 2023
|    | Jugador          | Tries | Posición | Carrera   |
| -- | ---------------- | ----- | -------- | --------- |
| 1  | Vaea Anitoni     | 26    | Wing     | 1992–2000 |
| 2  | Joe Taufeteʻe    | 23    | Hooker   | 2015–     |
| 3  | Cam Dolan        | 21    | Octavo   | 2013–     |
| 4  | Paul Emerick     | 17    | Centro   | 2003–2012 |
| 5  | Mike Te'o        | 16    | Wing     | 2016–     |
| 6  | Chris Wyles      | 16    | Fullback | 2007–2015 |
| 7  | Todd Clever      | 16    | Ala      | 2003–2017 |
| 8  | Blaine Scully    | 15    | Wing     | 2011–2019 |
| 9  | Hanco Germishuys | 14    | Ala      | 2016–     |
| 10 | Takudzwa Ngwenya | 13    | Wing     | 2007–2016 |

## Palmarés
- Juegos Olímpicos (2): 1920, 1924

- Americas Rugby Championship (2): 2017, 2018

- International Rugby Cup (1): 2023

## Selección de segundo nivel
Como otras naciones, los Estados Unidos cuentan con un equipo de desarrollo. Por lo general presenta a jugadores más jóvenes que buscan ingresar a las Águilas o miembros de éstos que necesitan más partidos de preparación para el alto nivel.
USA Selects participa en el Americas Pacific Challenge, un torneo anual que presenta a los segundos equipos de: Argentina XV, Canadá A, Samoa A, Tonga A y Uruguay XV. Los estadounidenses han conseguido el subcampeonato en el Americas Pacific Challenge 2017, siendo el mejor resultado.